# Москвин, Владимир Иванович (актёр)
Владимир Иванович Москви́н (1904—1958) — советский актёр театра и педагог.

## Биография
Родился 2(15) мая 1904 года в Москве в семье артиста МХТ Ивана Михайловича Москвина.
В 1920—1922 годах был учеником Евгения Вахтангова, также с 1920 стал актёром театра Вахтангова, где работал по 1952 год, сыграв в театре около 50 ролей. В 1939 году снялся в кинофильме Всеволода Пудовкина Минин и Пожарский в роли стремянного Степана Хорошева.
После работы в театре Москвин преподавал в Театральном училище имени Б. В. Щукина.
Умер 30 мая 1958 года в Москве. Похоронен на Новодевичьем кладбище (2-й участок, 14-й ряд).

## Награды
- Медаль «За трудовую доблесть» (16 декабря 1946)[4]